# Hirsutodynomene
Genre
Hirsutodynomene est un genre de crabes de la famille des Dynomenidae.

## Systématique
Le genre Hirsutodynomene a été créé en 1999 par le carcinologiste néozélandais Colin L. McLay (d) (1942-) avec comme espèce type Hirsutodynomene spinosa.

## Liste des espèces
Selon World Register of Marine Species (27 août 2021) :
- Hirsutodynomene spinosa (Rathbun, 1911) -- Indo-Pacifique tropical - espèce type
- Hirsutodynomene ursula (Stimpson, 1860) -- Clipperton
- Hirsutodynomene vespertilio McLay & Ng, 2005 -- Philippines

## Publication originale
- Colin L. McLay, « Crustacea Decapoda: Revision of the Family Dynomenidae. In: Crosnier, A. (Ed.) Résultats des Campagnes Musorstorm. Volume 20 », Mémoires du Muséum national d'histoire Naturelle. Nouvelle série. Série A, Zoologie., vol. 180,‎ 1999, p. 427-569 (ISSN 0078-9747, lire en ligne).